# Etherea
Etherea è un'installazione site-specific di Edoardo Tresoldi realizzata in occasione del Coachella Valley Music and Arts Festival a Indio, in California, nel 2018. L'opera è stata in seguito esposta in Cina nel 2018 e a Roma nel 2020. Per quest'ultima occasione Etherea è stata riadattata ai giardini di Villa Borghese.

## Storia
Tresoldi partecipa alla 19ª edizione del Coachella, come uno dei 7 artisti invitati al festival, realizzando Etherea, l'opera di maggiori dimensioni del festival e della carriera dell'artista. L'opera è stata aperta al pubblico dal 13 al 15 e dal 20 al 22 aprile 2018.
Dopo essere stata esposta in Cina, Etherea viene riadattata per essere portata a Roma dal 15 settembre al 13 dicembre 2020, in occasione della mostra Back to Nature. Arte Contemporanea a Villa Borghese, curata dal critico d'arte Costantino D'Orazio.

## Descrizione
L'opera si compone di tre strutture realizzate in reti elettrosaldate zincate, il materiale preferito da Tresoldi per i suoi lavori. Le strutture hanno la forma di tre basiliche influenzate dagli stili barocco e neoclassico: ogni struttura include elementi quali colonne, frontoni e cupole.
Le tre strutture sono disposte assialmente in ordine di dimensione, con un'altezza rispettivamente di 11, 16.5 e 22 metri.
A Roma nel 2020 è stata esposta solo la più piccola delle tre.

## Significato
Tresoldi ha spiegato lo scopo e la composizione di Etherea citando il celebre architetto e critico norvegese Norberg-Schulz: l'intento è quello di creare uno spazio che si renda filtro per comprendere il paesaggio, spazio illimitato, che circonda l'uomo. Le tre basiliche, con dimensioni diverse, costituiscono un percorso dove lo spettatore si fa mezzo di comprensione dell'opera, adattandosi allo spazio delimitato dall'artista.
Inoltre, grazie all'effetto creato dalla trasparenza della rete metallica e dai volumi delle sculture, varia la distanza tra il fruitore dell'opera e il cielo.